# Rückführungsdienst für Fremdenlegionäre
Beim Rückführungsdienst für Fremdenlegionäre (RFL) handelte es sich um eine zwischen Oktober 1956 und Spätsommer 1962 operierende Dienststelle der Algerischen Nationalen Befreiungsfront (FLN), die deren von Marokko aus operierendem militärischen Arm, der Algerischen Nationalen Befreiungsarmee (ALN) unterstand. Ihre Aufgabe war es, für Frankreich in Algerien kämpfende Fremdenlegionäre zur Desertion zu bewegen und ihnen danach die Rückkehr in ihre Heimatländer zu ermöglichen. Der RFL hatte außerdem den Auftrag, für den FLN Kontakte zu politischen Parteien, Gewerkschaften und Massenmedien in Europa herzustellen und insbesondere in Deutschland die Arbeit der dortigen Kofferträger zu koordinieren.

## Die Gründung desRückführungsdienstes
Die Gründung des RFL geht auf eine Initiative von Si Mustapha-Müller zurück. Dieser musste 1956 wegen seiner Arbeit für den FLN aus Frankreich fliehen und wartete in Marokko auf eine neue Verwendung. Seine eher zufällige Heranziehung als Dolmetscher bei der Vernehmung von desertierten Fremdenlegionären führte dann zu der Idee, „für diese Söldner ein Projekt im Rahmen der psychologischen Kriegsführung zu entwickeln, ähnlich dem von der Roten Armee gegenüber Deutschen praktizierten Modell“, das Müller aufgrund seiner Mitarbeit im Nationalkomitee Freies Deutschland vertraut war.
Im Oktober 1956 erfolgt durch Beschluss des Conseil National de la Révolution Algérienne (CNRA) die Schaffung eines Rückführdienstes für Fremdenlegionäre (»Service de Rapatriement des Légionaires Étrangères«) als offizielle Dienststelle des FLN und unter dem Kommando von Abdelhafid Boussouf. Die Ziele dieser Organisation, deren Leitung Si Mustapha-Müller übertragen wurde und die ihren Sitz in der Villa Dar Brixa in der Straße Triq Oued-Laou im marokkanischen Tétouan hatte, umreisst der Historiker Fritz Keller folgendermaßen:
- „Ziel des als Teil der psychologischen Kriegsführung deklarierten Rückführungsdienstes ist in erster Linie ›Sensibilisierung der öffentlichen Meinung‹ (Sensibilisation de l'Opinion Publique Étrangere). Die Deserteure sollen dazu in Befragungen publizistisch verwertbares Material liefern.
- Ein Weiteres Ziel ist der Versuch, mit den Abwerbeaktionen die ›Umwandlung einer Eliteeinheit in einen Unsicherheitsfaktor für den Feind‹ (Transformation du Corps d'Elite en un Facteur d'Insecurité pour l'Ennemi) voranzutreiben.
- Zum dritten sollte der Rückführungsdienst ein ›Mittel zur Anerkennung der Revolution auf internationaler Ebene‹ sein (Moyen de Reconnaissance de la Révolution a l'Échelle Internationale).“[3]

Nach Si Mustapha-Müller, der es etwas pragmatischer formulierte, waren dem Rückführdienst „drei Aufgaben gestellt:
1. Erziehung der algerischen Bevölkerung zur Hilfeleistung für die Flüchtlinge.
2. Schaffung der notwendigen organisatorischen Voraussetzungen.
3. Bekanntmachung dieser Rettungsmöglichkeiten innerhalb der Legion.“

## Das Leben in derVilla Dar Brixa
Die Etablierung des Rückführungsdienstes in der Villa war auch eine Reaktion auf vorangegangene Schwierigkeiten bei der Fluchthilfe für Ex-Legionäre, denn deren Flucht endete anfangs häufig in einem Gefängnis in Spanisch-Marokko. Wenn sich dort keine konsularische Vertretung ihrer Heimatländer ihrer annahm, wurden sie nicht selten von den Spaniern wieder an die Franzosen ausgeliefert. Erst nachdem die Geflüchteten von der FLN besser betreut und unterstützt wurden, sahen die spanischen Behörden von einer Inhaftierung ab, und nach der marokkanischen Unabhängigkeit wurde dann der FLN die Villa Dar Brixa für den Rückführungsdienst überlassen.
1960 stieß mit Mourad Kusserow ein weiterer Deutscher zum Rückführungsdienst, der später in einem Buch Einblicke in das Innenleben des Rückführungsdienstes vermittelte.
Kusserow arbeitete als eine Art Sekretär für Si Mustapha-Müller, der bei ihm, den er noch als Winfried Müller kannte, aus unerklärten Gründen Si Ahmed heißt, und musste sich vor allem um die deutschsprachige Korrespondenz kümmern. Er hielt die schriftlichen Kontakte zur Unterstützerszene und zur Presse und versorgte beide mit Informationsmaterial, unter anderem mit dem Mitteilungsblatt des Rückführungsdienstes für desertierte Fremdenlegionäre. Meist musste er auch morgens die Post aus dem international bekannten Postfach mit der Nummer 399 abholen, das als offizielle Adresse des Rückführungsdienstes galt. Das war nicht ungefährlich, da außerhalb der Villa immer mit Anschlägen des französischen Geheimdienstes zu rechnen war und sich zumindest in einem Fall auch eine Briefbombe im Posteingang befand, deren Explosion gerade noch verhindert werden konnte.
Das in einem großen Garten gelegene Gebäude bestand aus dem Erdgeschoss und einer Etage mit Terrasse. Unten befanden sich zwei Räume, von denen einer von der algerischen Wachmannschaft belegt war, und der andere als Vorratskammer diente. Hinzu kamen eine Küche und eine Eingangshalle, in der auch die Mahlzeiten eingenommen wurden. Im Obergeschoss befanden sich zwei größere Räume für die Unterbringung der auf ihre Heimreise wartenden Fremdenlegionäre, während ein kleineres Zimmer mit Gartenblick von Si Mustapha-Müller bewohnt wurde: ein rostiges Feldbett, ein Camping-Kleiderschrank und ein alter Schreibtisch waren sein Mobiliar. Die Stammbesatzung bestand, abgesehen von der Wachmannschaft, aus fünf Personen: zwei Köchen, Kusserow und ein weiterer Sekretär sowie Si Mustapha-Müller. Sie waren zu einem spartanischen Leben gezwungen: Nur im Hof gab es Wasser, im Haus weder Toilette noch Bad; für die Notdurft der Bewohner wurden immer wieder neue Gruben im Garten ausgehoben. Wer unbedingt ein Bad nehmen wollte, musste sich vom bescheidenen Sold ein Hotelzimmer mieten; Ausgang für private Vergnügen gab es nur am Samstag bis Mitternacht.
Die Villa war eine Durchgangsstation für die desertierten Fremdenlegionäre. Sie lebten hier in der Regel zwei bis drei Wochen, bevor sie die Reise in die Heimatländer oder in ein Land, das bereit war, ihnen eine Aufenthaltsgenehmigung zu erteilen, antreten konnten. Nicht alle Deserteure konnten oder wollten nämlich in das Land zurückkehren, aus dem sie stammten. Viele Ex-Legionäre aus der DDR wollten lieber in die Bundesrepublik, und auch bei vielen der nach dem Ungarnaufstand in die Fremdenlegion geratenen Männer bestand häufig keine Neigung, nach Ungarn zurückzukehren. In solchen Fällen musste sich der Rückführungsdienst auch schon mal darum bemühen, beim Hohen Flüchtlingskommissar der Vereinten Nationen einen Nansen-Pass zu beantragen und ein Asylland zu finden. Darüber hinaus übernahm der FLN die Kosten für die Einkleidung und den Aufenthalt der Deserteure und zahlte ihnen auch ein Taschengeld. Im Falle der Deutschen unter ihnen streckte das deutsche Konsulat die Kosten für die Flugscheine vor, und „die Legionäre zahlten später das sogenannte Heimschaffungsdarlehen ratenweise zurück“.

## Aus der Arbeit des Rückführungsdienstes
Für den Rückführungsdienst mussten neue organisatorische Strukturen geschaffen und die Abwerbepropaganda innerhalb der Legion vorangetrieben werden. Zusätzlich musste die algerische Bevölkerung zur Unterstützung der Deserteure gewonnen werden, was vor dem Hintergrund von deren Erfahrungen mit der Fremdenlegion am Anfang am schwierigsten zu realisieren gewesen sei. Es habe der steten Aufklärungsarbeit bedurft, aber gelegentlich habe man bei verweigerten Hilfeleistungen auch zu Sanktionen seitens der Polizeiorganisation der FLN greifen müssen. Allmählich konnte dann ein landesweites Hilfsnetz aufgebaut werden, und mit Flugblättern und anderen Methoden wurden die Fremdenlegionäre direkt angesprochen und nach ihrer Desertion meist über (Spanisch-)Marokko in ihre Heimatländer gebracht. Angelockt wurden sie mit „Flugblättern, in denen Geflohene ihre früheren Kameraden mittels Fotos, die sie in Begleitung vollbusiger Damen zeigen, über die erfolgreiche Flucht informieren […]. In Kneipen und Bordellen werden Legionäre von Agenten des Rückführungsdienstes direkt angesprochen. Straßenhändler und Schuhputzjungen drücken den Legionären dieses Propagandamaterial in die Hand, in dem sie zur Fahnenflucht aufgefordert werden. […] Manchmal hilft Mustapha mit einigen handfesten Argumenten beim Denkprozess der Söldner nach. Er lockt alkoholisierte Legionäre in einen Hinterhalt, betäubt sie mit einem Kinnhaken, fesselt sie und schleppt sie über die Grenze nach Tetuan. Zurück zur Legion können sie dann nicht mehr, weil man ihnen misstraut und sie entsprechend behandelt.“
Si Mustapha-Müller schrieb in seinem Gastbeitrag im Spiegel von einem regelrechten Agentennetz innerhalb der Legion. Die Informationsbeschaffung aus der Legion sei eine nicht weniger wichtige Aufgabe als die Abwerbung, deshalb schalte er sich aktiv in die Verhöre der Überläufer ein. „Die desertierten Fremdenlegionäre wurden systematisch vernommen, um ihre Erlebnisse publizistisch auszuschlachten, aber auch um militärische Informationen zu sammeln, welche die militärische Strategie der ALN erheblich verbessern könnten.“ Si Mustapha-Müller war auch „sein eigener, perfekter PR-Mann“, der dafür sorgte, dass die Arbeit des Rückführdienstes auch in den Herkunftsländern der Legionäre, speziell in Deutschland, bekannt wurde. Am 19. Februar 1957 berichtete die Bild-Zeitung auf Seite 1 und mit den üblichen großen Lettern über eine Aktion Weihnachtsmann, mit der eine „Geheime Macht“ 100 deutsche Legionäre befreit hätte. Die Hintergründe der Flucht durfte ein deutscher Ex-Legionär ausführlich darstellen. In Erika Fehses Film schildert Werner Händler, ein ehemaliger Mitarbeiter des Deutschlandsenders der DDR, wie sie in ihren nächtlichen Sendungen versucht hätten, den „Duft von Bratäpfeln über unsere Sendung zu Weihnachten“ zu transportieren, um bei den hartgesottenen Männern der Legion Heimatgefühle zu wecken, die schließlich zur Flucht verleiten sollten. Si Mustapha-Müller gab in dem erwähnten Gastbeitrag Einblicke in seine Arbeit und die des Rückführdienstes.

## Solidarität im deutschsprachigen Raum
In der Bundesrepublik Deutschland gab es vielfältige Unterstützung für die algerischen Unabhängigkeitsbestrebungen. Diese umfasste die Hilfe für französische Kriegsdienstverweigerer ebenso wie die Unterstützung des Rückführungsdienstes.

„Der Rückführdienst konnte nur funktionieren, wenn es genügend Kontaktstellen in den Herkunftsländern der Legionäre gab. Mustapha-Müller nahm also Kontakt zu Politikern wie Wischnewski und Journalisten wie Gert von Paczensky und Bernt Engelmann auf, knüpfte Beziehungen zu den »Naturfreunden« und zu Industriegewerkschaften und versorgte alle mit Material, Zeugenaussagen und Fotos. Ein wichtiger Verbindungsmann in der Bundesrepublik war Klaus Vack, zum Zeitpunkt seiner Begegnung mit Mustapha-Müller im Sommer 1960 in der »Naturfreundejugend« und als Gewerkschaftssekretär aktiv.“

### Die Naturfreundejugend und der Rückführungsdienst
Klaus Vack datierte den Beginn der Aktivitäten zur Unterstützung des algerischen Befreiungskrieges durch einige Landesverbände der Naturfreundejugend (NFJ) auf das Jahr 1958. Die Solidaritätsaktionen hätten sich 1960 verstärkt, parallel zum gleichgerichteten Engagement der Sozialistische Jugend Deutschlands – Die Falken, der Gewerkschaftsjugend oder des Sozialistischen Deutschen Studentenbundes (SDS). Eine wichtige Rolle für die Unterstützung Algeriens habe sich durch das Manifest der 121 ergeben, das am 6. September 1960 in Frankreich verabschiedet worden war. Dem habe sich der Bundesjugendausschuß der NFJ im November 1960 angeschlossen. Im August 1961 stellte die Bundesjugendleitung der NFJ in dem verbandseigenen Schulungsheft Wir sind Jung umfangreiches Material für die Gruppenarbeit zusammen, durch das es den Gruppen ermöglicht werden sollte, sich über die Hintergründe des algerischen Befreiungskampfes zu informieren. Bestandteil des Hefts war auch ein Erfahrungsbericht von drei NFJ-Funktionären (siehe weiter unten), die die Gelegenheit erhalten hatten, die Arbeit des Rückführungsdienstes vor Ort im marokkanisch-algerischen Grenzland kennenzulernen.
Si Mustapha-Müller waren diese Aktivitäten nicht verborgen geblieben, und so „kam im Sommer 1960 ein Kontakt zustande, der für die Algerien-Solidarität der NFJ wohl der folgenreichste war. Über einen Gewerkschafter nahm der algerische Offizier Si Mustafa Verbindung zu mir auf mit der Bitte, die hessischen NFJ möge für ihn eine Pressekonferenz organisieren. Si Mustafa war schon in anderen Städten der Bundesrepublik gewesen und suchte nun auch in Südhessen eine Gelegenheit, die algerischen Ziele der Öffentlichkeit darzulegen. Zu unserer Uberraschung vermochte dieser algerische Offizier seine Darlegungen in wohlgesetzten Worten fließend deutsch vorzutragen.“ Die hessische Naturfreundejugend wurde in der Folge die wohl wichtigste Stütze des Rückführdienstes in der BRD. Über ihre Arbeitsweise schreibt Vack:

„Si Mustafa übermittelte uns aus Tetuan Adressen potentieller Deserteure. Diese hatte er von Leuten, die bereits desertiert waren. Wir schickten maschinen- oder handschriftliche persönliche Briefe an diese Legionäre. Die Briefe wurden über das ‚Vertrauensnetz‘ in verschiedenen Orten und zu verschiedenen Zeiten abgesandt, damit die Adressaten nicht gleichzeitig Post bekamen und gefährdet wurden. Als Absender firmierten fast immer Frauennamen (real nicht existierende Personen); das fiel bei der Postkontrolle weniger auf, weil die meisten Fremdenlegionäre mit Frauen in ihren Heimatländern Briefe wechselten. Eine andere Arbeitsmethode bestand darin, daß wir Kontaktanzeigen in der Boulevardpresse („Grünes Blatt“, „Gondel“ etc.) auswerteten. Viele heimwehkranke Legionäre suchten in
solchen Anzeigen in Briefwechseln mit einem ‚netten Mädel‘ zu treten. Statt eines Mädels antwortete dann jemand, der über die ausweglose Lage der französischen Armee im allgemeinen und der Einheiten der Fremdenlegion im besonderen inforrnierte und den Weg andeutete, wie man aus der Fremdenlegion, zu den Algeriern überlaufen und durch den Rückführdienst kostenfrei in die Heimat gelangen könne.“

Vack berichtet von etwa dreißig Leuten, die sich an dieser Aktion ab 1960 beteiligt und in dieser Zeit „wahrscheinlich etwa 20.000 Briefe mit der Hand geschrieben“ hätten. Als Anerkennung ihrer Solidarität durften vom 23. April bis zum 6. Mai 1961 drei Mitglieder aus dem Leitungsteam der hessischen Naturfreundejugend, Klaus Vack, Fritz Amann und Horst Goßfelder, mit einer offiziellen Einladung des Rückführdienstes „algerische Institutionen in Marokko und mit einem Grenzübertritt Algerien selbst“ besuchen. Ihr Begleiter war Si Mustapha-Müller.
Klaus Vack wurde wegen seines Engagements von einem französischen Militärgericht in Abwesenheit zu 20 Jahren Festungshaft verurteilt. Die Verurteilung wurde 1967 im Rahmen einer Amnestie aufgehoben.

### Österreichische Unterstützung für den Rückführungsdienst
Si Mustapha-Müller fand jedoch nicht nur in der Bundesrepublik Unterstützung für den Rückführungsdienst. Fritz Keller befasste sich 2010 in seiner Dissertation ausführlich mit der Solidarität der österreichischen Linken mit der algerischen Widerstandsbewegung und verweist auf namhafte Unterstützer, die aus den Reihen der Sozialdemokratischen Partei Österreichs oder deren Jugendorganisation kamen: Bruno Kreisky, Rudolf Kirchschläger, Peter Strasser oder Karl Blecha. Eine besondere Rolle spielte dabei Reimar Holzinger (* 1923), ein in der französischen Résistance tätig gewesener Jungsozialist, der zusammen mit KPÖ-Mitgliedern und Trotzkisten einen informellen Kreis zur Unterstützung des algerischen Unabhängigkeitskampfes gebildet hatte.

### Die DDR und der Rückführungsdienst
Auf die Radiosendungen des Deutschlandsenders der DDR, mit denen dieser Legionäre zur Flucht verleiten wollte, wurde weiter oben schon hingewiesen. Kusserow berichtet darüber hinaus über ein vom Rückführungsdienst betreutes Fernsehteam aus der DDR, für das Aufmärsche von ALN-Kämpfern regelrecht inszeniert worden seinen, aber auch von Solidaritätsaktionen in der DDR. Die Zeitung Wochenpost hatte Geld für zwei Krankenwagen gesammelt, deren Übergabe ebenfalls Teil der Fernsehreportage wurde. Radio Berlin International startete unter dem für die arabischen Programme zuständigen Heinz Odermann gar ein in arabischer, deutscher und französischer Sprache ausgestrahltes „Arabisches Sonderprogramm“. Es bestand „aus Ausrufen zur Flucht aus der Legion. Die entsprechenden Texte kamen von uns, aus Tetouan: die Mitteilungen des Rückführungsdienstes lieferten den Stoff für die Sendungen“.
Dass es aufgrund von Si Mustaphas politischer Vergangenheit als Absolvent der Parteihochschule „Karl Marx“ der SED und seines Ausschlusses aus der westdeutschen KPD wegen des Vorwurfs des Trotzkismus nicht einfach sein konnte, auch die DDR in den Rückführungsdienst einzubinden, ist evident. Aber andererseits fühlte sich die DDR-Führung dem Kampf der „antiimperialistischen Befreiungsbewegungen“ verpflichtet und startete schon 1957 Aufrufe an die in Algerien stationierten Fremdenlegionäre, in denen diese zum Desertieren aufgefordert wurden. Si Mustapha-Müller selber bot einer Ost-Berliner Zeitung bereits im August 1957 Material über den algerischen Befreiungskampf an und startete damit eine lange anhaltende Kooperation – allerdings, ohne seine wahre Identität zu lüften.
Im Juni 1960 kam eine offizielle Delegation der DDR nach Marokko, um dort Gespräche mit der Algerischen Befreiungsfront zu führen. An diesen Gesprächen nimmt auch „Major Si Mustapha“ teil und unterbreitet einen umfangreichen Katalog von Forderungen zur Unterstützung des Rückführdienstes durch die DDR. Keller lässt offen, ob zu diesem Zeitpunkt Si Mustapha-Müllers wahre Identität schon bekannt war, und dieser reist Ende Juli 1960 mit einem tunesischen Pass, der auf den Namen Mustapha Quazzani ausgestellt ist, in die DDR. Er tut das nicht nur als Leiter des Rückführdienstes, sondern als „einer der vier Hauptauftraggeber der FLN bei Waffengeschäften“. Eine aus Anlass dieser Reise in Berlin geplante Pressekonferenz in Berlin habe Si Mustapha-Müller aus Angst vor der SED abgesagt; er sei zudem unter dem Decknamen Palmakowski von der Stasi observiert worden. Polkehn verweist auf zwei weitere DDR-Besuche Si Mustapha-Müllers im Jahr 1961 und im März 1962. Kusserow, der bei seinen Kontakten zur DDR stets bemüht war, seine Identität – und damit auch seine Geschichte als DDR-Flüchtling – zu verbergen, erfuhr im Herbst 2001, dass es bereits seit 1955 Stasi-Unterlagen über ihn gab.

## Die Bilanz des Rückführungsdienstes
Im Januar 1962 wollte die deutsche Bundesregierung auf französischen Druck hin Si Mustapha-Müller seinen deutschen Reisepass nicht mehr verlängern. Nach Khenifer Sid-Ali habe das den Protest zahlreicher Politiker hervorgerufen und sei auch auf breiten öffentlichen Protest gestoßen. Zwei Monate später endete der algerische Unabhängigkeitskrieg. Über die Rolle, die die Bundesrepublik in ihm spielte, schlussfolgerte Sid-Ali:

„Die Bundesrepublik war Ende 1957 und Anfang 1958 bis die Unabhängigkeit das bevorzugte Hinterland der algerischen Aufständischen. Mehr als ein Drittel der FLN-Waffen kamen aus West-Deutschland, das auch ein Fluchtland der verfolgten Algerier wurde, riesige FLN-Gelder wurden dort versteckt und die Zukunft Algeriens 
vorbereitet. Daher wird es klar, dass der Algerienkonflikt ein sehr bedeutendes Problem für die Adenauer-Regierung war, da er erheblich den bilateralen Beziehungen zwischen Deutschland und Frankreich einerseits und andererseits zwischen Deutschland und den blockfreien Ländern schadete. Dabei unternahm die westdeutsche Regierung dank der positiven Nebenaussenpolitik der Sozialdemokratie und der guten Beziehungen des BND und der Neuen Linken mit den aufständischen Algeriern eine geschickte Doppel-Politik, die die deutschen Interessen in Frankreich und der Dritten Welt bewahren konnte.“

Ein Mosaikstein in diesem Geflecht aus Befreiungskampf und außenpolitischer Opportunität war der Rückführungsdienst unter Si Mustapha-Müller, dem für seine Dienste zur Rückführung deutscher Fremdenlegionäre von den deutschen Behörden niemals eine offizielle Anerkennung zuteilwurde. Am 15. September 1962 erklärte der Rückführungsdienst seine Arbeit offiziell für beendet. Er bedankt sich für die internationale Unterstützung und macht den Erfolg seiner sechsjährigen Arbeit an den 4.111 Legionären fest, denen er zur Rückkehr in die Heimat verhelfen konnte.
| Herkunft der repatriierten Legionäre | Anzahl |
| ------------------------------------ | ------ |
| Deutsche                             | 2.783  |
| Spanier                              | 489    |
| Italiener                            | 447    |
| Ungarn                               | 137    |
| Jugoslawen                           | 87     |
| Belgier                              | 41     |
| Schweizer                            | 35     |
| Österreicher                         | 31     |
| Skandinavier                         | 16     |
| Holländer                            | 19     |
| Luxemburger                          | 7      |
| Griechen                             | 3      |
| Engländer                            | 9      |
| US-Amerikaner                        | 2      |
| Südamerikaner                        | 3      |
| Koreaner                             | 1      |
| Bulgare                              | 1      |

Auf einer deutschsprachigen Webseite, auf der weiterhin um Legionäre für die Fremdenlegion geworben wird, wird der Erfolg des Rückführungsdienstes natürlich bis heute ganz anders gesehen und dargestellt. Ausgehend von den teils illegalen Anwerbepraxis der Fremdenlegion, die als „die Mär von “Entführung und Erpressung”“ abgetan wird, wird – immer noch – die antikommunistische Karte ausgespielt und so getan, als seien es vorrangig ostdeutsche Legionäre gewesen, die sich abzusetzen versucht hätten. Si Mustapha-Müller wird als Stalinist diffamiert; er sei „praktisch[.] veranlagt“ gewesen, jedoch ohne Gefährdungspotential für die Legion, der zudem nur eine relativ kleine Zahl von Legionären durch Si Mustapha-Müllers Aktionen abhandengekommen sei.
Die beiden deutschen Hauptakteure des Rückführungsdienstes, die sich bereits seit Pfingsten 1954 kannten, aber völlig unterschiedliche Vorstellungen über ein befreites Algerien hatten, gingen nach der algerischen Unabhängigkeit getrennte Wege. Si Mustapha-Müller arbeitete in algerischen Ministerien, bevor er algerische Nationalparks gründete und leitete. Er erlitt am 9. Oktober 1993 einen Herzinfarkt und wurde in dem von ihm gegründeten Tassilin-Nationalpark beerdigt.
Mourad Kusserow, der schon früh bekannt hatte, dass „das neue Algerien, das sich ideologisch am Ostblock orientierte, [ .. ihm], dem politisch anerkannten DDR-Flüchtling, keine Heimat bieten“ konnte, reiste zwar im Herbst 1962 nach Algier, doch bereits nach wenigen Wochen kehrte er wieder nach Marokko zurück und lebte hier bis zum Sommer 1965. Danach begab er sich nach Deutschland und trat am 1. September 1965 eine Stelle bei der Deutschen Welle in Köln an. Er war dort bis zur Pensionierung im Herbst 1994 Redakteur im „Zentraldienst Politik und Wirtschaft“. Sein Traumland Marokko war Gegenstand mehrerer von ihm verfasster oder herausgegebener Bücher, und nach seiner Pensionierung lebte er, der mit einer Marokkanerin verheiratet war, wieder als Korrespondent in Agadir. Seit 2001 pendelte er zwischen Agadir und Deutschland hin und her. Er starb im Mai 2019.

## Filme
- Mustapha Müller, Deserteur, Regie: Lorenz Findeisen. Der Film wurde am 10. Februar 2018 auf Arte gesendet. Der halbstündige Film ist in den öffentlichen Mediatheken nicht verfügbar. Eine deutsche Fassung kann vom Kölner Lichblick Film bezogen werden; in einer französischen Fassung ist er auf youtube verfügbar: Les oubliés de l'histoire: Winfried Muller dit Si Mustapha Muller.
- Si Mustapha-Müller – Kurze Zeit des Ruhms, Regie: Erika Fehse. Dieser 1993 mit dem Deutsch-Französischen Journalistenpreis ausgezeichnete und vom WDR und von arte gesendete Film steht für öffentliche Vorführungen leider nicht zur Verfügung. In ihm steht die Person von Winfried Müller/Si Mustapha-Müller im Zentrum, doch liefert er hervorragendes Hintergrundwissen zum Verständnis der Arbeit des Rückführungsdienstes.